# Bistum Bata
Das Bistum Bata (lat.: Dioecesis Bataensis) ist ein römisch-katholisches Bistum mit Sitz in Bata in Äquatorialguinea.

## Geschichte
Das Bistum Bata wurde am 9. August 1965 von Papst Paul VI. aus dem Apostolischen Vikariat Malabo heraus als Apostolisches Vikariat Río Muni (Rivi Muniensis) gegründet. Mit der Erhebung des Vikariats zum Bistum am 3. Mai 1966 erfolgte die Umbenennung zum heutigen Bistum Bata, das als Suffraganbistum dem Erzbistum Malabo unterstellt ist.
1982 erfolgte die Ausgründung des Bistums Ebebiyin. Am 1. April 2017 gab es etwa zwei Drittel seines Territoriums und jeweils rund ein Drittel der Katholiken und Priester zur Errichtung des Bistums Evinayong ab.

## Bischöfe
- Rafael María Nze Abuy CMF, 1965–1974, anfangs Apostolischer Vikar von Río Muni
- Anacleto Sima Ngua, 1982–2002
- Juan Matogo Oyana CMF, 2002–2024
  - Sedisvakanz seit 10. Dezember 2024